# Mesochorus dessauensis
Mesochorus dessauensis är en stekelart som beskrevs av Schwenke 1999. Mesochorus dessauensis ingår i släktet Mesochorus och familjen brokparasitsteklar. Inga underarter finns listade i Catalogue of Life.